# Уральская область (Российская империя)
Ура́льская о́бласть — область в Российской империи, существовавшая в 1868—1920 годах.

## История
Уральская область образована указом Императора Александра II от 21 октября (2 ноября) 1868 года. Включала земли Уральского казачьего войска (с 1917 — Яицкое казачье войско) и часть области Оренбургских киргизов. Делилась на уезды: Гурьевский, Калмыковский, Эмбенский, Уральский. Входила в состав Оренбургского (1868—1881) и Степного генерал-губернаторств (1882—1917).
В 1891 году Положением об управлении областей Акмолинской, Семипалатинской, Семиреченской, Уральской и Тургайской Эмбенский уезд переименован в Темирский уезд. В 1899 году Калмыковский уезд переименован в Лбищенский уезд.
В ночь на 29 марта 1918 года в Уральске войсковым правительством Яицкого казачьего войска в союзе с представителями партии «Алаш» организован переворот. Центр области перешел под контроль белых войск . Создано Уральское войсковое правительство. В январе-марте 1919 года части РККА заняли бо́льшую часть Уральской области. В 1919—1920 на её территории шли тяжёлые бои между частями РККА и Уральской армией белых войск под командованием генерал-лейтенанта В. С. Толстова.
В начале 1920 территория Уральской области полностью перешла под контроль РККА. Совместным решением ВРК по управлению Киргизским краем и Оренбургского губернского исполкома от 7 июля 1920 Темирский уезд передан во вновь созданную Оренбурго-Тургайскую губернию.
Постановлением ВЦИК и СНК РСФСР от 26 августа 1920 года включена в Киргизскую АССР. По решению 1-го Учредительного съезда Советов Киргизской АССР 12 октября 1920 года преобразована в Уральскую губернию.

## География

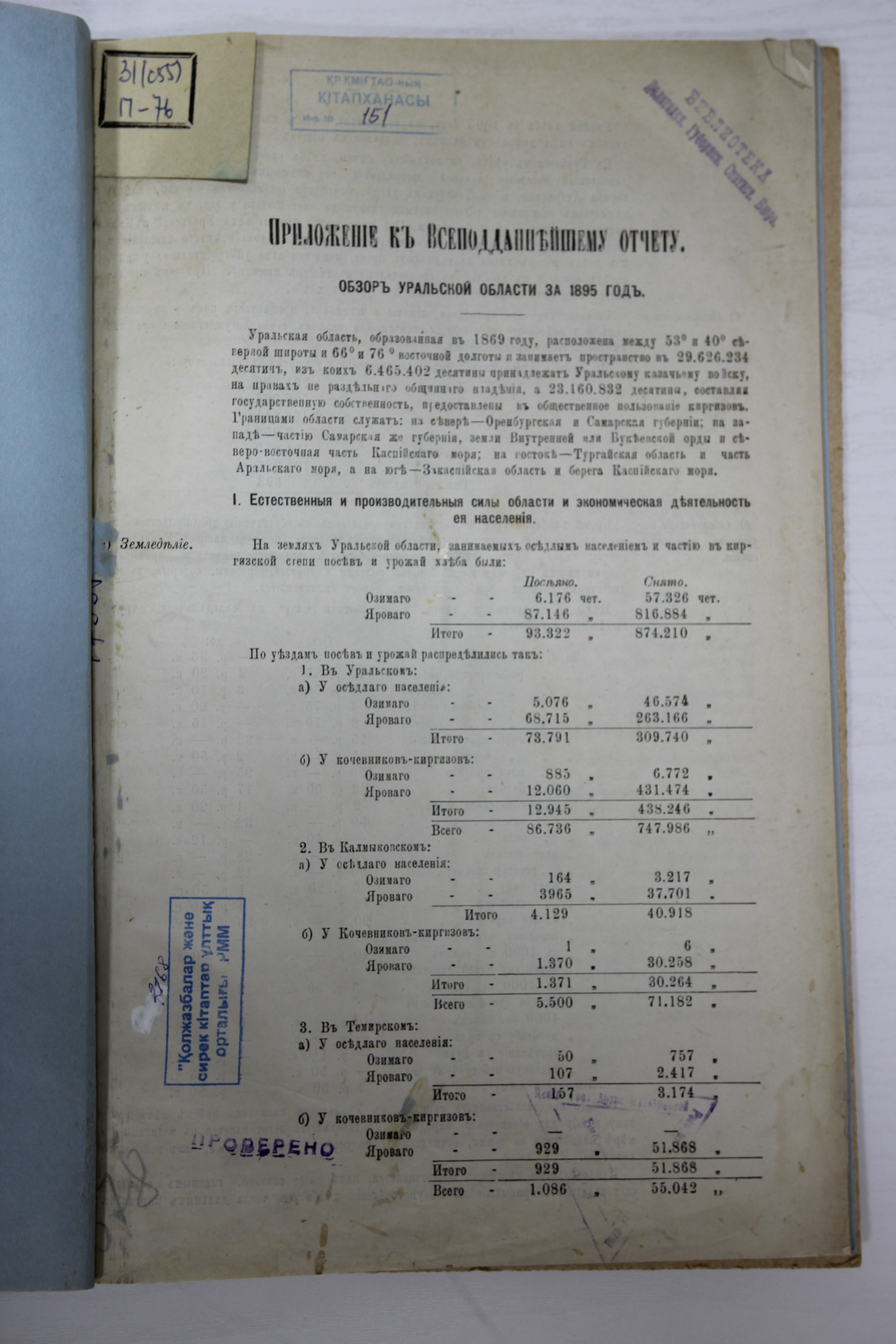
Уральская область (Российская империя). Приложение ко всеподданнейшему отчету

Уральская область находилась на юго-востоке Европейской России, между 53° и 45,5° с. ш. и 49° и 59° в. д.; занимала пространство в 323700 км² (284412 кв. вёрст), из коих 70640 км² (62068 кв. вёрст) принадлежало Уральскому казачьему войску на правах нераздельного общинного владения, а 253000 км² (222344 кв. вёрст), составляя государственную собственность, предоставлены в общественное пользование киргиз-кайсаков. По пространству область занимала 19-е место среди губерний и областей Российской империи, 4-е место в европейской России.
Границы: на севере — Оренбургская и Самарская губернии, на западе — Самарская губерния, земли внутренней или Букеевской орды Астраханской губернии, на юго-западе — часть Каспийского моря, на юге — Закаспийская область и берега Каспийского моря, на востоке — Тургайская область и часть Аральского моря.
С 1932 года территория области входит в Западно-Казахстанскую область Казахской АССР в составе РСФСР.

## Административное деление

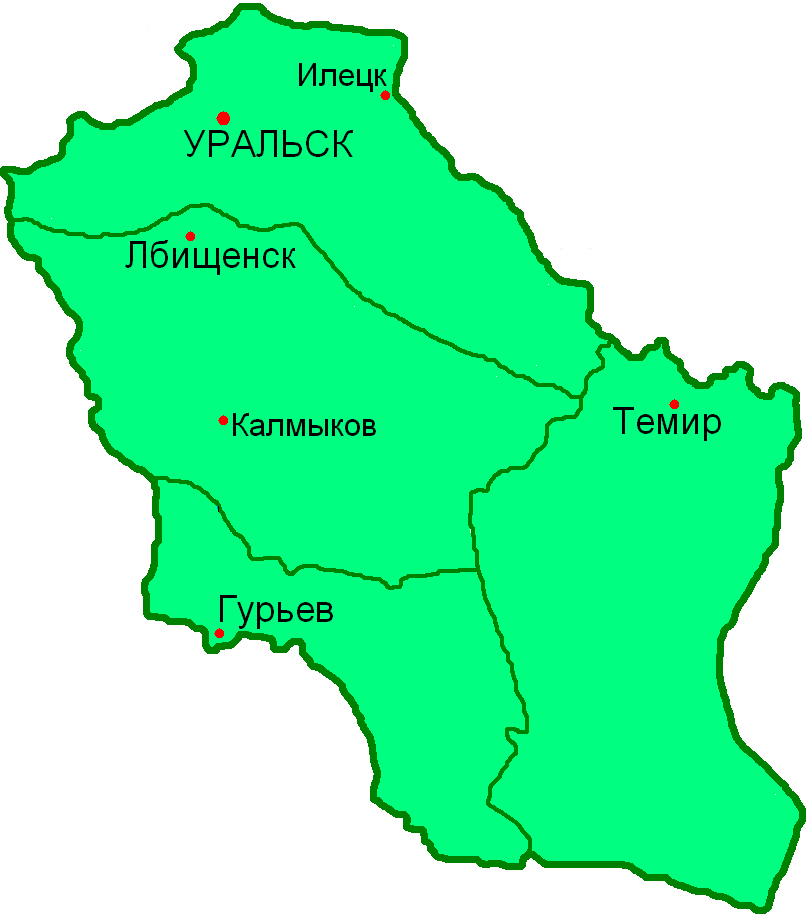
Карта административного деления Уральской области Российской империи

В начале XX века в состав области входило 4 уезда:
| № | Уезд       | Уездный город         | Площадь, вёрст² | Население (1897), чел. | Число станиц | Число волостей |
| - | ---------- | --------------------- | --------------- | ---------------------- | ------------ | -------------- |
| 1 | Гурьевский | Гурьев (9 322 чел.)   | 46 315,1        | 86758                  | 5            | 17             |
| 2 | Лбищенский | Лбищенск (3 400 чел.) | 62 017,6        | 169 673                | 10           | 14             |
| 3 | Темирский  | Темир (616 чел.)      | 117 836,0       | 95 071                 | 0            | 21             |
| 4 | Уральский  | Уральск (36 466 чел.) | 46 315,1        | 293 619                | 16           | 8              |

В 1920 году Темирский уезд передан в состав Тургайской губернии, а область преобразована в одноимённую губернию в составе Киргизской АССР.

## Население
Национальный состав в 1897 году:
| уезд              | казахи | русские | татары |
| ----------------- | ------ | ------- | ------ |
| губерния в целом  | 71,3 % | 24,9 %  | 2,8 %  |
| Гурьевский уезд   | 81,7 % | 16,9 %  | 1,1 %  |
| Калмыковский уезд | 85,0 % | 12,8 %  | 1,3 %  |
| Темирский уезд    | 99,0 % | …       | …      |
| Уральский уезд    | 51,4 % | 42,3 %  | 4,9 %  |

## Руководство области

### Губернаторы
| Ф. И. О.                          | Титул, чин, звание                        | Время замещения должности |
| --------------------------------- | ----------------------------------------- | ------------------------- |
| Верёвкин Николай Александрович    | генерал-майор                             | 02.01.1869—30.08.1876     |
| Голицын Григорий Сергеевич        | князь, Свиты Его Величества генерал-майор | 30.08.1876—10.02.1885     |
| Шипов Николай Николаевич          | генерал-майор                             | 16.02.1885—24.02.1893     |
| Максимович Константин Клавдиевич  | генерал-майор                             | 24.02.1893—23.02.1899     |
| Ставровский Константин Николаевич | генерал-лейтенант                         | 04.04.1899—01.05.1905     |
| Родзянко Николай Владимирович     | генерал-лейтенант                         | 15.05.1905—01.01.1910     |
| Дубасов Николай Васильевич        | генерал-лейтенант                         | 01.01.1910—1913           |
| Хабалов Сергей Семёнович          | генерал-лейтенант                         | 1913—1916                 |

### Вице-губернаторы
| Ф. И. О.                            | Титул, чин, звание                                | Время замещения должности |
| ----------------------------------- | ------------------------------------------------- | ------------------------- |
| Рогали-Ревицкий Яков Тимофеевич     | статский советник                                 | 10.01.1869—20.02.1881     |
| Киреев Иван Петрович                | полковник                                         | 20.02.1881—06.02.1888     |
| Леонтьев Иван Михайлович            | в должности церемониймейстера, коллежский асессор | 28.04.1888—02.01.1892     |
| Трепов Фёдор Фёдорович              | полковник                                         | 13.02.1892—11.08.1894     |
| Лисаневич Иван Алексеевич           | полковник (действительный статский советник)      | 30.10.1894—26.08.1900     |
| Иславин Михаил Владимирович         | статский советник, и. д. (утверждён 14.08.1901)   | 22.01.1901—16.12.1902     |
| Тарасенко-Отрешков Иван Аполлонович | коллежский советник                               | 16.12.1902—24.04.1904     |
| Шидловский Пётр Петрович            | надворный советник (коллежский советник)          | 24.04.1904—02.06.1906     |
| Корбутовский Сергей Павлович        | статский советник                                 | 02.06.1906—12.07.1909     |
| Дьяченко Сергей Сергеевич           | коллежский советник                               | 12.07.1909—31.12.1910     |
| Мордвинов Михаил Дмитриевич         | действительный статский советник                  | 31.12.1910—1917           |

## Символика

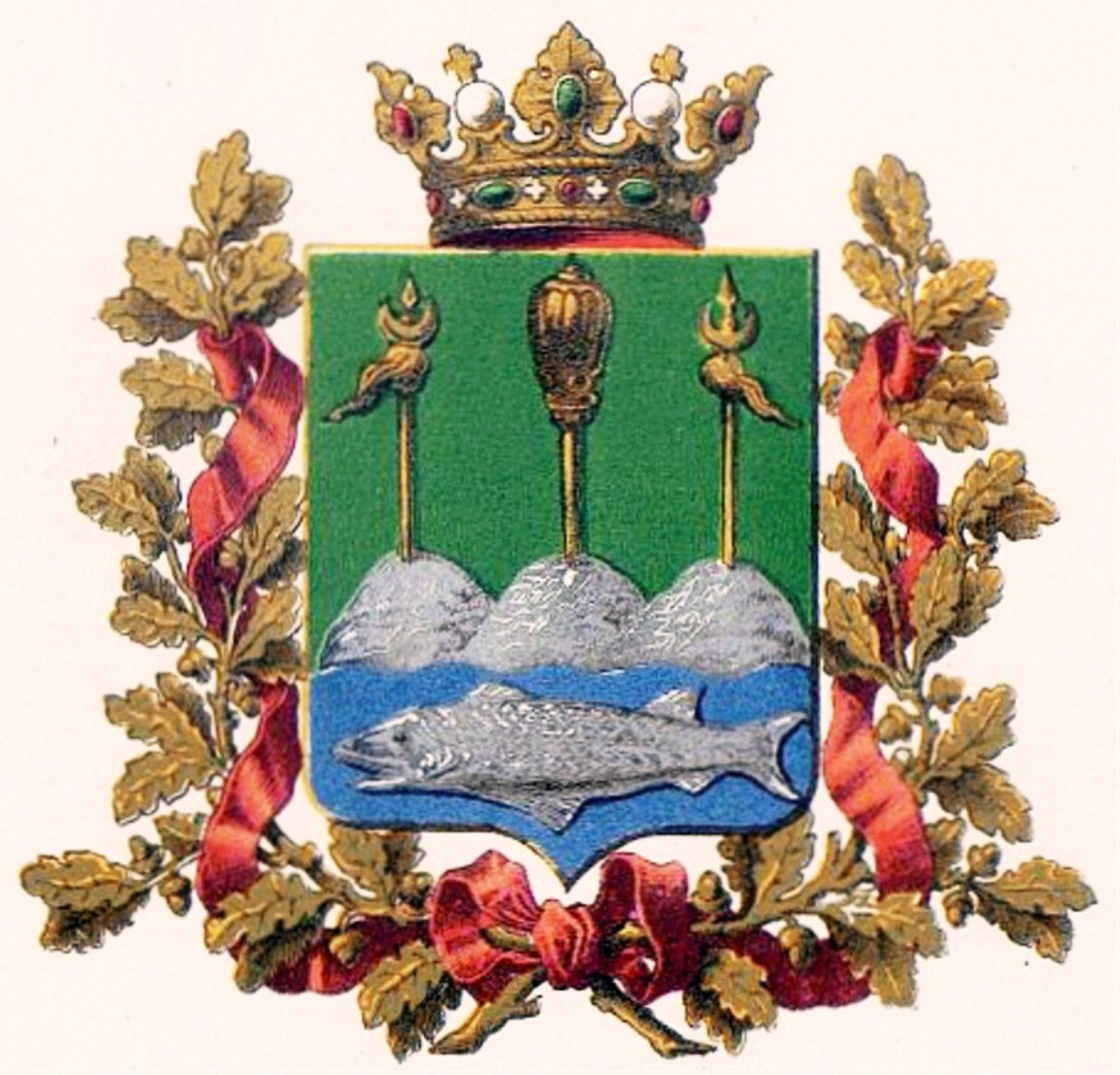
Герб области (изд. МВД, 1880)
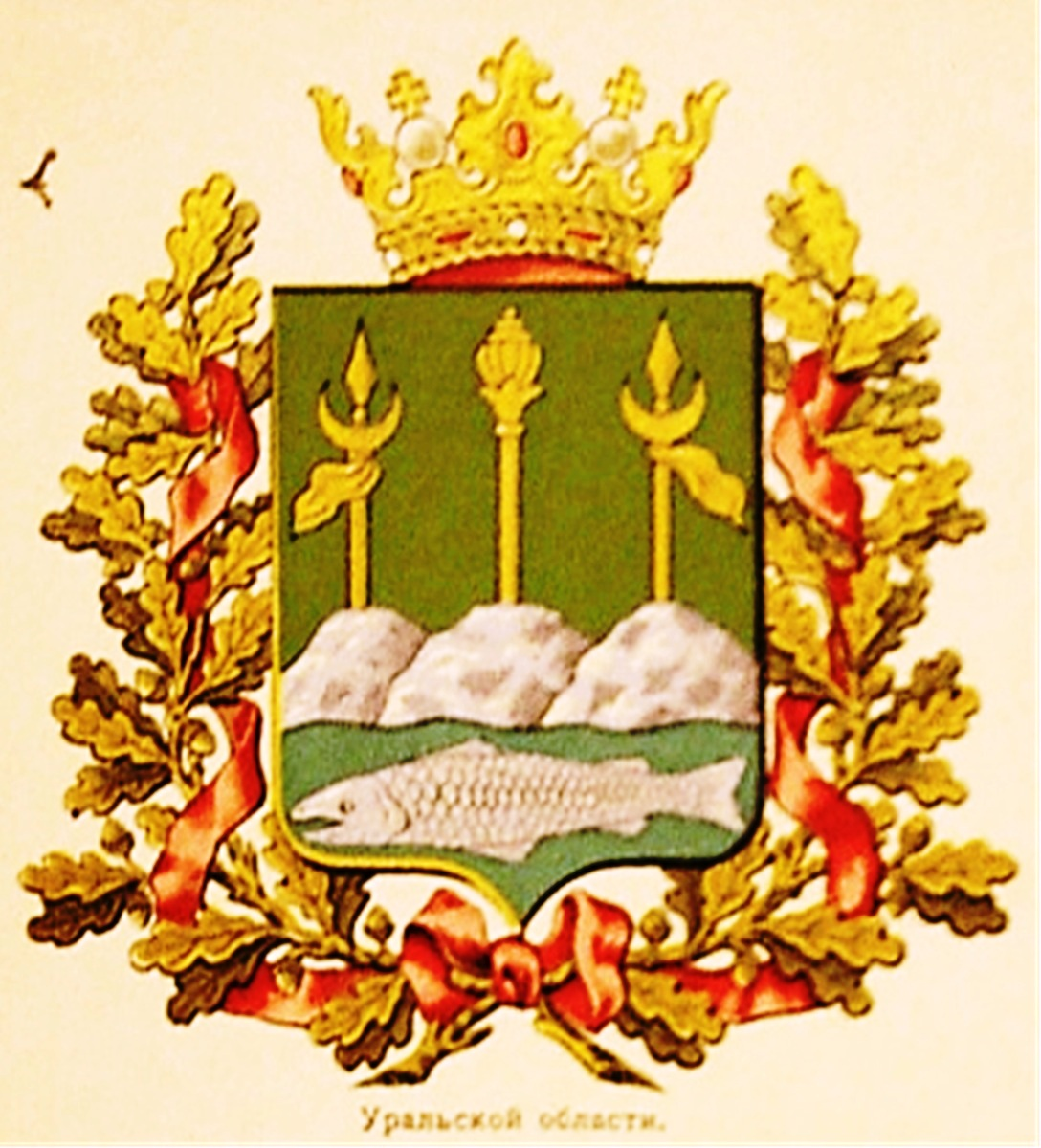
Герб области (изд. Сукачова, 1878)
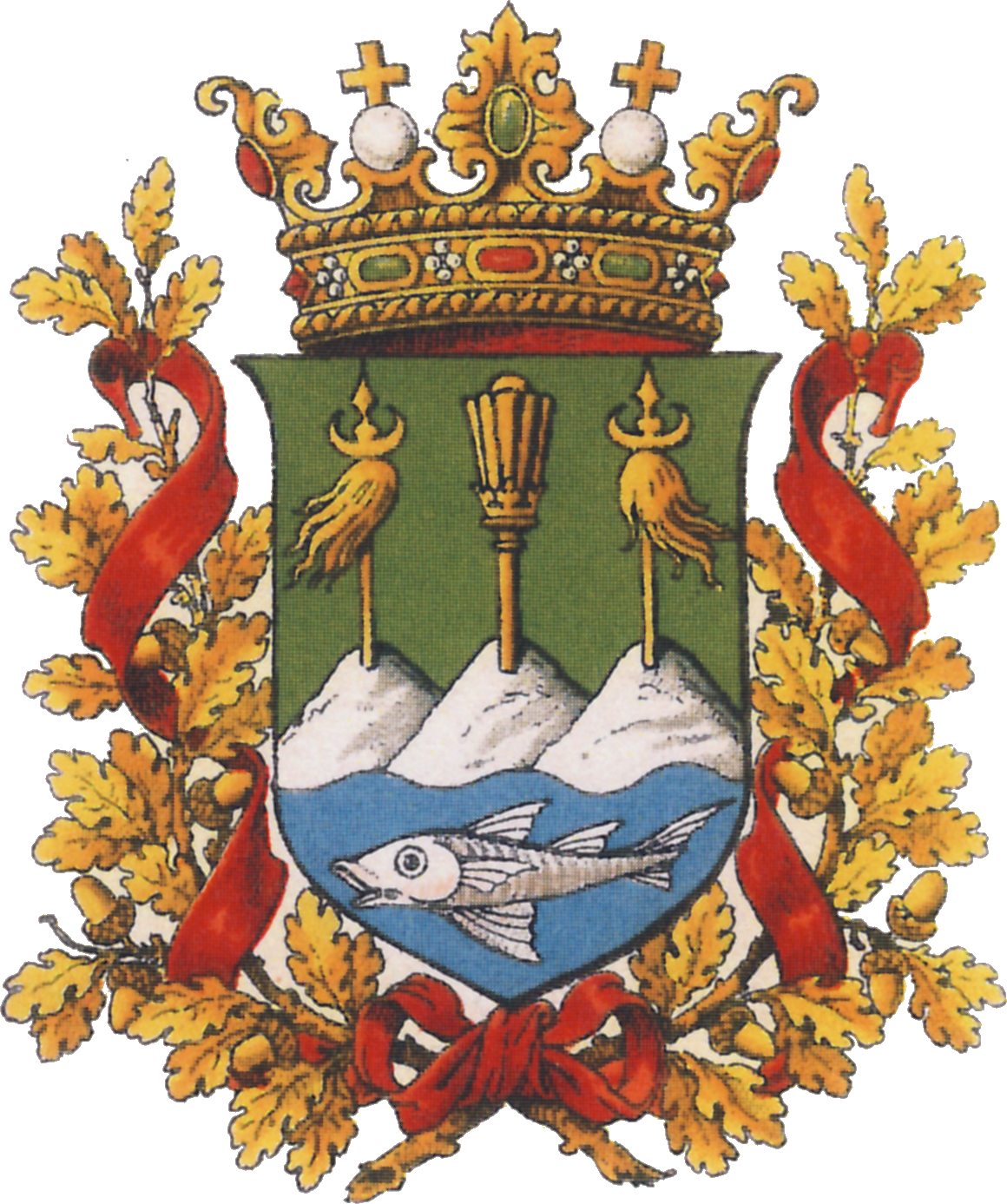
Герб области с фантастической рыбой (Штрёхл, 1899)
Современный рисунок герба области (2000-е годы)
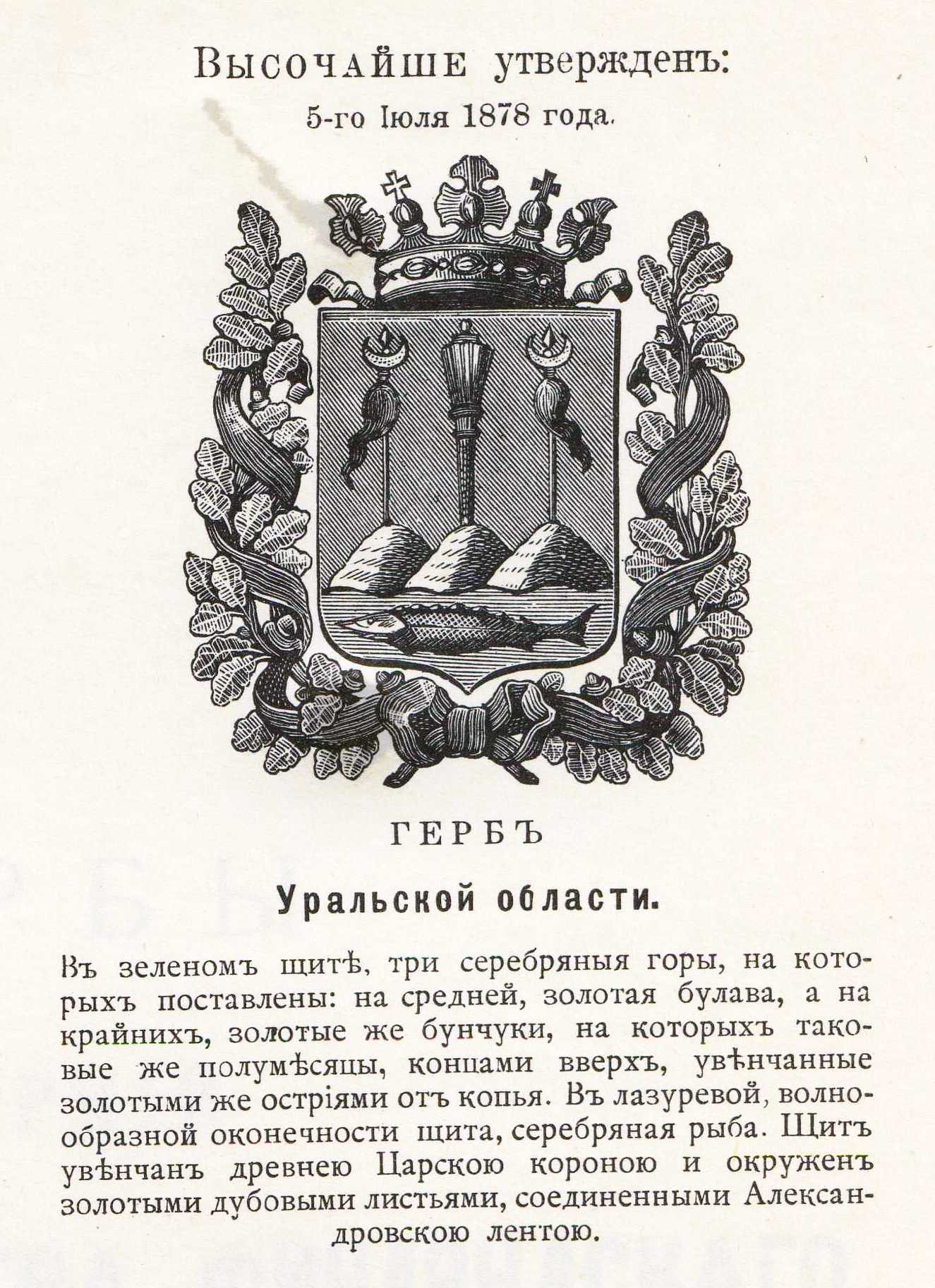
Герб области с оф.описанием (П. Винклер, 1899)
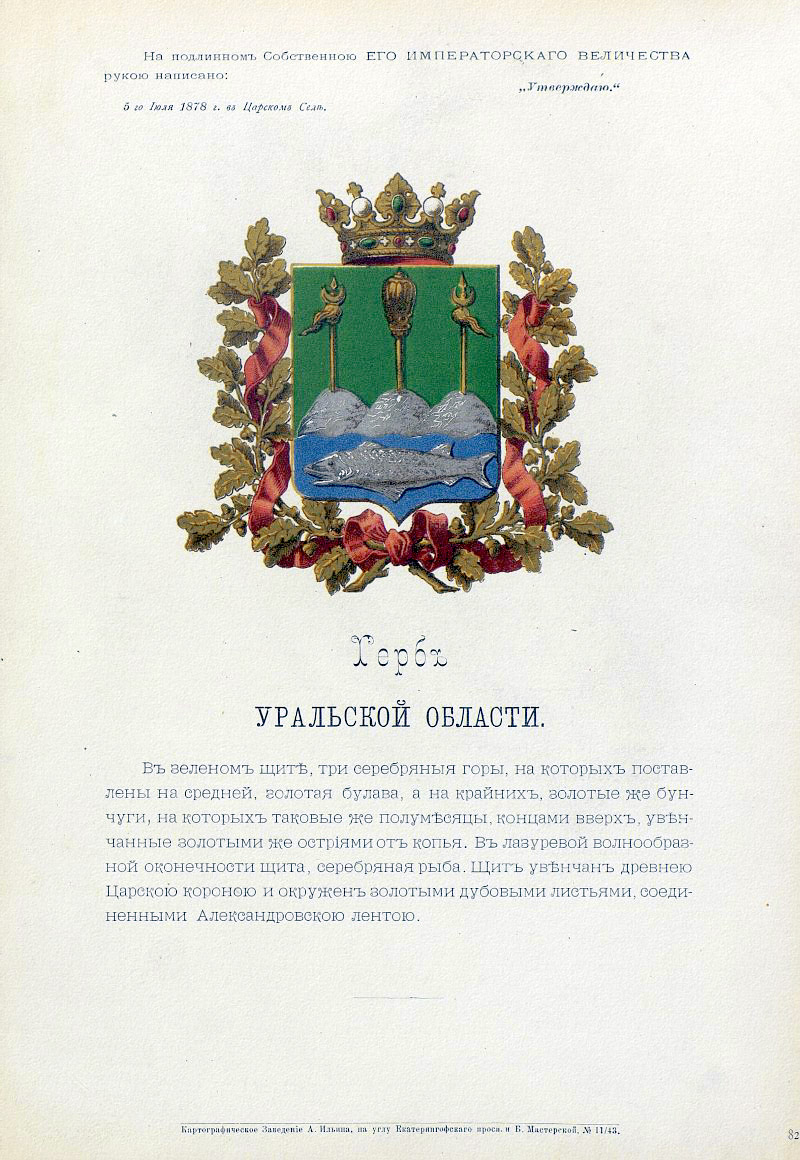
Герб области c оф.описанием, утверждённый Александром II (1878)